# 1965 au Manitoba
Chronologie du Manitoba
- 1961
- 1962
- 1963
- 1964
- 1965
- 1966
- 1967
- 1968
- 1969

Cette page concerne des événements survenus en 1965 dans la province canadienne du Manitoba.

## Politique
- Premier ministre : Dufferin Roblin
- Chef de l'Opposition :
- Lieutenant-gouverneur : Errick F. Willis puis Richard S. Bowles
- Législature :

## Naissances
- 21 avril : Edward John Belfour (né Carman), gardien de but de hockey sur glace[1].

- 22 août : David Reimer, né à Winnipeg et mort le 5 mai 2004, Canadien connu pour avoir subi une réattribution sexuelle sans son consentement.

- 23 août : Roger Avary, réalisateur et scénariste canadien né à Flin Flon. Il est principalement connu pour ses collaborations avec Quentin Tarantino au début des années 1990.